# Cardwell (Missouri)
Cardwell – miasto w Stanach Zjednoczonych, w stanie Missouri, w hrabstwie Dunklin.